# Sally Wainwright
Sally Wainwright (née en 1964 à Huddersfield) est une scénariste, réalisatrice et productrice de télévision britannique originaire du Yorkshire.

## Biographie

### Jeunesse
Sally Wainwright naît en 1964 à Huddersfield (Yorkshire de l'Ouest). Fille de Harry et Dorothy Wainwright (née Crowther), elle grandit à Sowerby Bridge. Dans sa jeunesse, elle fréquente la Triangle C of E Primary School puis la Sowerby Bridge High School (en). Plus tard, elle suit des cours de littérature anglaise et apparentée à l'université d'York. Elle a une grande sœur, Diane Hilton, qui œuvre dans le milieu du logement social au sein de The Guinness Partnership (en).
Ayant débuté à l'âge de neuf ans, Sally Wainwright confie avoir toujours voulu écrire (notamment pour le feuilleton Coronation Street). Elle affirme qu'en 1980, alors qu'elle était âgée de seize ans, elle découvrit la pièce Bastard Angel de Barrie Keeffe à la Royal Shakespeare Company. Elle éprouva dès lors un profond intérêt pour son phrasé succinct et son approche naturaliste des dialogues.

### Carrière
Alors qu'elle étudie à l'université d'York, Sally Wainwright présente au festival d'Édimbourg une pièce originale intitulée Hanging On. À cette occasion, elle rencontre l'agent Meg Davis. Elle travaille par ailleurs comme chauffeuse de bus. À vingt-quatre ans, elle quitte cet emploi pour se consacrer pleinement à l'écriture pour une série de BBC Radio 4, The Archers. Cette prolifique dramatique radio à thématique rurale lui doit notamment une histoire atypique qui voit l'échoppe du village être cambriolée. Sally Wainwright rejoint ensuite l'équipe de Coronation Street et y développe ses capacités d'écriture entre 1994 et 1999. Elle déclare par la suite que travailler sur des séries dramatiques en production constitue « un très bon apprentissage de la discipline et une leçon selon laquelle toutes les bonnes histoires sont le fruit d'un dur labeur ». Elle bénéficie du mentorat de la scénariste et réalisatrice Kay Mellor, qui l'encourage à délaisser les feuilletons pour des œuvres plus personnelles.
En 2000, Sally Wainwright lance sa première série télévisée, At Home with the Braithwaites (en), sur le réseau ITV. Cette comédie dramatique, qui met en scène une femme devenue secrètement millionnaire grâce à la loterie, est nommée pour plusieurs distinctions. En 2006, elle scénarise Jane Hall (en), une nouvelle comédie dramatique centrée sur la vie d'une chauffeuse de bus londonienne. Elle y incorpore des éléments de sa propre expérience.
L'année 2009 voit la diffusion d'Unforgiven (en), une mini-série en trois actes scénarisée par Sally Wainwright. Elle y raconte l'histoire d'une femme de trente-deux ans qui, après avoir purgé une longue peine de réclusion pour le meurtre de deux policiers, se met à la recherche de sa sœur adoptée peu après l'incident. Son travail lui vaut de recevoir le prix de la meilleure autrice décerné par la Royal Television Society pour le Yorkshire (Unforgiven reçoit par ailleurs le prix de la meilleure série dramatique).
Sally Wainwright décrit que les personnages féminins forts (quoiqu'imparfaits) qu'elle crée sont pour elle « presque réels » et lui viennent « entièrement formés ». Elle aime s'impliquer au-delà de l'écriture et a ainsi participé à la réalisation et la production de ses œuvres, notamment pour s'assurer que leurs décors et dialogues reflètent fidèlement son Yorkshire natal.
En 2011, elle co-crée la série policière Scott & Bailey (en) aux côtés d'une ex-inspectrice de la police du Grand Manchester, Diana Taylor. La série met en vedette Suranne Jones et Sally Lindsay dans les rôles-titres. Ce sont à ces deux actrices qu'ITV doit l'idée originale de la série.
L'année suivante voit l'arrivée de Last Tango in Halifax sur la première chaîne publique, BBC One. Pour cette nouvelle série, Sally Wainwright s'inspire de l'histoire de sa mère devenue veuve en 2001. Dorothy, de son prénom, emménage alors dans l'Oxfordshire avec sa fille avant de retrouver un amour perdu grâce au site web Friends Reunited (en). Avec son accord, Sally Wainwright étoffe l'histoire de son prompt remariage, lui montrant des extraits de la série préalablement à sa diffusion. C'est la productrice Nicola Shindler (en) qui, après avoir découvert l'histoire, suggère à Sally Wainwright d'en faire une série télévisée. Elle assume dès lors le poste de productrice déléguée.
Rétrospectivement, tant Scott & Bailey que Last Tango in Halifax furent initialement refusées par ITV et la BBC. À la cérémonie 2013 des British Academy Television Awards, la seconde est nommée pour quatre prix et reçoit celui de la meilleure série télévisée dramatique. Sally Wainwright reçoit également le prix de la meilleure autrice dramatique aux British Academy Television Craft Awards de la même année.
En 2014, Sally Wainwright dévoile un nouveau drame policier intitulé Happy Valley. Il met en vedette Sarah Lancashire dans le rôle de Catherine Cawood, un sergent de la police du Yorkshire de l'Ouest meurtri par le suicide de sa fille, Becky. C'est avec cette actrice en tête (occupant un rôle secondaire dans Last Tango in Halifax) que Sally Wainwright développe la protagoniste de l'histoire. La série, tournée dans la haute vallée de la Calder (en) et à Hebden Bridge,, est l'occasion pour elle de réaliser son tout premier épisode (le quatrième de la première saison). Après deux saisons, elle déclare être volontaire pour l'écriture d'une troisième, bien qu'elle soit retenue par d'autres projets. La productrice Nicola Shindler indique quant à elle que cette troisième saison ne verrait pas le jour avant 2018, au plus tôt.
En 2016, Sally Wainwright est nommée « Fellow » de la Royal Television Society.
La même année, BBC One diffuse La Vie des sœurs Brontë, un téléfilm dont elle signe la réalisation et le scénario. Durant la production de l'œuvre, Sally Wainwright déclare être « ravie au-delà de toute mesure d'avoir été sollicitée par la BBC pour donner vie à ces trois fascinantes, talentueuses et ingénieuses femmes du Yorkshire ».
En 2019, elle crée, écrit et réalise le drame historique Gentleman Jack. La série met en scène Suranne Jones dans le rôle d'Anne Lister, une propriétaire terrienne et diariste ouvertement lesbienne ayant vécu au XVIIIe siècle. On peut également y voir sa compagne Anne Lister, incarnée par Sophie Rundle. Gentleman Jack est diffusée sur BBC One au Royaume-Uni et HBO aux États-Unis.

### Vie privée
Sally Wainwright réside dans l'Oxfordshire. Elle est mariée à Ralph Sherlaw-Johnson (dit Austin), antiquaire vendeur de partitions, fils du compositeur, pianiste et universitaire Robert Sherlaw Johnson (en),,. Le couple a deux enfants ainsi que deux chats Maine coon,.
En 2020, à l'occasion des Birthday Honours (en) de la reine Élisabeth II, Sally Wainwright est nommée officière de l'ordre de l'Empire britannique pour ses services rendus à l'écriture et à la télévision.

## Filmographie

### Télévision
| Année     | Titre                                          | Créditée comme | Créditée comme | Créditée comme | Créditée comme | Remarques                                                                              |
| Année     | Titre                                          | Scénariste     | Créatrice      | Productrice    | Réalisatrice   | Remarques                                                                              |
| --------- | ---------------------------------------------- | -------------- | -------------- | -------------- | -------------- | -------------------------------------------------------------------------------------- |
| 1991      | Emmerdale                                      | Oui            | Non            | Non            | Non            | 2 épisodes                                                                             |
| 1992-1995 | Children's Ward (en)                           | Oui            | Non            | Non            | Non            |                                                                                        |
| 1994      | The House of Windsor                           | Oui            | Non            | Non            | Non            | 1 épisode                                                                              |
| 1994-1995 | Coronation Street                              | Oui            | Non            | Non            | Non            | 57 épisodes                                                                            |
| 1994-1995 | Revelations (en)                               | Oui            | Non            | Non            | Non            | 5 épisodes                                                                             |
| 1999      | Les Condamnées                                 | Oui            | Non            | Non            | Non            | 1 épisodes                                                                             |
| 1999-2000 | Playing the Field (en)                         | Oui            | Non            | Non            | Non            | 5 épisodes                                                                             |
| 2000-2003 | At Home with the Braithwaites (en)             | Oui            | Oui            | Oui            | Non            | Scénariste, créatrice et assistante de production                                      |
| 2002      | Sparkhouse (en)                                | Oui            | Oui            | Oui            | Non            | Scénarite des trois épisodes, créditée comme co-produtrice                             |
| 2003      | The Canterbury Tales: The Wife of Bath         | Oui            | Non            | Non            | Non            | 1 épisode                                                                              |
| 2005      | ShakespeaRe-Told: The Taming of the Shrew (en) | Oui            | Non            | Non            | Non            | 1 épisode                                                                              |
| 2006      | Jane Hall (en)                                 | Oui            | Oui            | Oui            | Non            | 6 épisodes comme scénariste, créatrice et co-productrice                               |
| 2006      | The Amazing Mrs Pritchard (en)                 | Oui            | Oui            | Oui            | Non            | 6 épisodes comme scénariste, créatrice et assistante de production                     |
| 2007      | Dead Clever (en)                               | Oui            | Oui            | Non            | Non            | Téléfilm                                                                               |
| 2007      | Bonkers (en)                                   | Oui            | Oui            | Non            | Non            | 6 épisodes                                                                             |
| 2009      | Unforgiven (en)                                | Oui            | Oui            | Oui            | Non            | 3 épisodes comme scénariste, créatrice et productrice déléguée                         |
| 2011-2016 | Scott & Bailey (en)                            | Oui            | Oui            | Oui            | Non            | 31 épisodes, 19 comme scénariste, co-créatrice                                         |
| 2012-2020 | Last Tango in Halifax                          | Oui            | Oui            | Oui            | Non            | 24 épisodes comme scénariste, créatrice et productrice déléguée                        |
| 2013      | The Last Witch                                 | Oui            | Oui            | Oui            | Non            | Épisode pilote/téléfilm                                                                |
| 2014-     | Happy Valley                                   | Oui            | Oui            | Oui            | Oui            | 12 épisodes comme scénariste, créatrice et productrice déléguée ; 5 comme réalisatrice |
| 2016-     | La Vie des sœurs Brontë                        | Oui            | Oui            | Oui            | Oui            | Téléfilm                                                                               |
| 2019-     | Gentleman Jack                                 | Oui            | Oui            | Oui            | Oui            | 8 épisodes comme scénariste, créatrice et productrice déléguée ; 4 comme réalisatrice  |
| À venir   | The Ballad of Renegade Nell                    | Oui            | À venir        | Oui            | À venir        |                                                                                        |

### Radio
- 1986-1988 : The Archers (scénariste)
- 2000 : Emily Brontë's Lover (scénariste)

### Théâtre
- Hanging On